# Tirepied
Tirepied är en kommun i departementet Manche i regionen Normandie i norra Frankrike. Kommunen ligger i kantonen Brécey som tillhör arrondissementet Avranches. År 2016 hade Tirepied 841 invånare.

## Befolkningsutveckling
Antalet invånare i kommunen Tirepied
| Referens: INSEE |